# رادو كاتان
رادو كاتان (بالرومانية: Radu Catan)‏ هو لاعب كرة قدم مولدوفي في مركز الوسط، ولد في 30 مايو 1989 في كيشيناو في مولدوفا. شارك مع منتخب مولدافيا تحت 17 سنة لكرة القدم ومنتخب مولدافيا تحت 19 سنة لكرة القدم ومنتخب مولدوفا تحت 21 سنة لكرة القدم ومنتخب مولدوفا لكرة القدم. أما مع النوادي، فقد لعب مع زمبرو تشيسيناو.

## وصلات خارجية
- رادو كاتان على موقع قاعدة بيانات كرة القدم.إي يو (الإنجليزية)
- رادو كاتان على موقع ناشيونال فوتبول تيمز (الإنجليزية)
- رادو كاتان على موقع Soccerway.com (الإنجليزية)